# تيم بارنز (لاعب دوري الرغبي)
تيم بارنز (بالإنجليزية: Tim Barnes)‏ هو لاعب دوري الرغبي أسترالي، ولد في 8 فبراير 1961.